# 대한민국 상법 제363조의2
대한민국 상법 제363조의2는 주주제안권에 대한 상법 회사법의 조문이다. 소액주주의 권리를 보호하기 위한 규정이다.

## 조문
제363조의2 (주주제안권) (1) 의결권 없는 주식을 제외한 발행주식총수의 100분의 3 이상에 해당하는 주식을 가진 주주는 이사에게 주주총회일(정기주주총회의 경우 직전 연도의 정기주주총회일에 해당하는 그 해의 해당일. 이하 이 조에서 같다)의 6주 전에 서면 또는 전자문서로 일정한 사항을 주주총회의 목적사항으로 할 것을 제안(이하 '주주제안'이라 한다)할 수 있다. <개정 2009.1.30>

(2) 제1항의 주주는 이사에게 주주총회일의 6주 전에 서면 또는 전자문서로 회의의 목적으로 할 사항에 추가하여 당해 주주가 제출하는 의안의 요령을 제363조에서 정하는 통지와 공고에 기재할 것을 청구할 수 있다. <개정 2009.1.30>

(3) 이사는 제1항에 의한 주주제안이 있는 경우에는 이를 이사회에 보고하고, 이사회는 주주제안의 내용이 법령 또는 정관을 위반하는 경우와 그 밖에 대통령령으로 정하는 경우를 제외하고는 이를 주주총회의 목적사항으로 하여야 한다. 이 경우 주주제안을 한 자의 청구가 있는 때에는 주주총회에서 당해 의안을 설명할 기회를 주어야 한다. <개정 2009.1.30>
[본조신설 1998.12.28]

## 사례
- 인천공항공사의 지분매각으로 인해 외국인이 3% 이상의 지분을 가지게 되면 외국의 이익을 위한 안건을 제안하거나, 주주총회소집 요구가 가능해짐은 물론, 인천국제공항공사의 경쟁력 있는 내부정보가 외국기업에 유출될 가능성도 매우 크다는 지적이 제기되었다[1]

## 참고 문헌
- [%B1%E2%B0%ED 성상희의 기업법률<25> 주주제안권 한국무역신문사 2014/02/17]

## 같이 보기
- 주주제안권